# Swisscows
Swisscows — пошукова система створенна у 2014 році, як проєкт Hulbee AG, компанії розташованої у Егнах. Система послуговується розпізнаванням семантичних даних, що пришвидшує пошук відповіді на запити та обіцяє не зберігати дані користувачів. Swisscows також позиціонує себе як family-friendly, та повністю приховує неприйнятні результати пошуку. Сервери пошукової системи розташовані у підземних центрах даних під Швейцарськими Альпами, і географічно вони розташовані поза Європейським Союзом та США.
Swisscows використовує Bing для веб пошуку, але також має свій власний вбудований індекс для німецькомовного видання. Система також має пошук покупок, пошук музики (на платформі SoundCloud) і також перекладач (на платформі Яндекс.Перекладача).

## Історія
Компанія Swisscows була заснована у 2014 році Андреасом Вібе.
За словами генерального директора Hulbee Андреаса Вібе, станом на 2018 рік щомісячно надходило 20 мільйонів пошукових запитів.
У січні 2021, компанія створила TeleGuard, застосунок для обміну повідомленнями, що зосереджений на конфіденційності та захисті даних.